# توران (يكباغ)
توران هي بلدة في مقاطعة يكباغ في ولاية قشقداريا في أوزبكستان.